# 1070年代
| 千纪： | 2千纪                                                                                            |
| 世纪： | 10世纪 \| 11世纪 \| 12世纪                                                                       |
| 年代： | 1040年代 \| 1050年代 \| 1060年代 \| 1070年代 \| 1080年代 \| 1090年代 \| 1100年代                 |
| 年份： | 1070年 \| 1071年 \| 1072年 \| 1073年 \| 1074年 \| 1075年 \| 1076年 \| 1077年 \| 1078年 \| 1079年 |

## 大事记
- 1075年，辽国耶律乙辛陷害皇后萧观音致死。
- 1075年—1077年，宋越熙宁战争。

## 出生
- 金太宗（1075年）
- 辽天祚帝（1075年）
- 宋哲宗（1077年）

## 逝世
- 欧阳修（1072年）
- 韩琦（1075年）
- 萧观音（1075年）